# 제8회 전국동시지방선거 선거구 획정 헌법소원
제8회 전국동시지방선거 선거구 획정 헌법소원(2022헌마1247)은 국회가 특례규정을 만들어 광역의회 선거구 획정시 3:1의 인구편차를 지키라는 헌법재판소 판결을 위반한 것에 대한 정치개혁공동행동 소속 유권자들의 2022년 8월 30일자 헌법소원이다. 헌법재판소가 정한 평균 인구 상하 50%를 벗어난 선거구 중 단층제 광역의회에서 정하는 제주특별자치도를 제외한 17개 선거구를 대상으로 제기되었다.

## 대상 지자체 및 선거구
평균 인구 상하 60%의 종전기준에도 위배되는 선거구: 2개
- 경상북도 울릉군
- 인천광역시 옹진군

군의 광역의회 의석이 1석임에도 현행 50%에 위배: 6개
- 경기도 연천군
- 전라북도 장수군
- 전라북도 무주군
- 경상북도 군위군
- 경상북도 영양군
- 경상남도 의령군

2석을 배정하여 1개 선거구 이상이 3:1 기준을 위배: 7개 시군구 9곳
- 대구광역시 중구 제1선거구, 제2선거구
- 경기도 동두천시 제1선거구
- 충청남도 서천군 제1선거구
- 충청남도 금산군 제2선거구
- 충청북도 옥천군 제2선거구
- 고성군 제1선거구, 제2선거구
- 거창군 제2선거구

## 같이 보기
- 선거구획정 사건

1. ↑  현재 17개 시도의회 선거구는 위헌!